# Dasylirion parryanum
Dasylirion parryanum är en sparrisväxtart som beskrevs av William Trelease. Dasylirion parryanum ingår i släktet Dasylirion, och familjen sparrisväxter. Inga underarter finns listade i Catalogue of Life.

## Bildgalleri

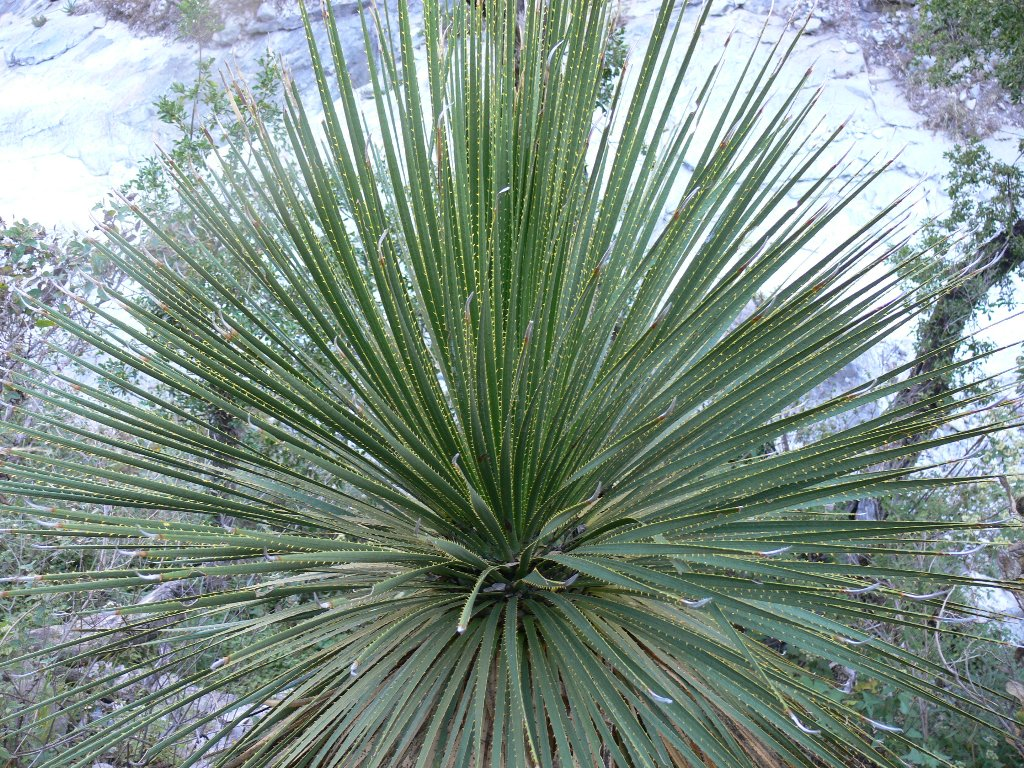